# Feuersteinbergwerk

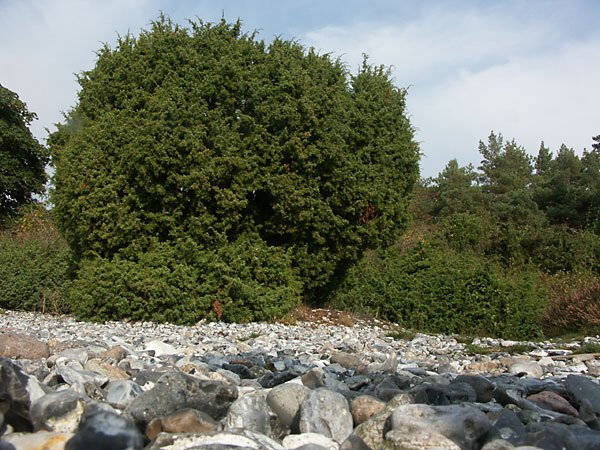
Feuersteinfelder auf Rügen

Ein Feuersteinbergwerk ist ein in den Erdboden eingetiefter Schacht, in der Regel jedoch eine Serie von Schächten und Stollen, in denen Feuerstein gewonnen wurde.
Feuersteinbergwerke sind bereits aus dem Paläolithikum belegt. Die älteste Form des Abbaus ist die gelegentliche Nutzung von Bergwerken. Die gelegentliche Nutzung von Feuersteinbergwerken war in weiten Teilen Nordamerikas noch in historischer Zeit üblich, man findet sie heute noch auf Neuguinea. In der Jungsteinzeit, besonders seit der Michelsberger Kultur, nahm der Feuersteinbergbau offenbar größere Ausmaße an.

## Chronologie

### Jungpaläolithikum
Der älteste bergbaumäßige Abbau von Feuerstein kann in etwa zwei Meter tiefen Gruben auf der Fundstelle Nazlet Khater 4 (Oberägypten) belegt werden. Er fand nach Radiokarbon-Daten um 35.000–30.000 v. Chr. statt.
Der älteste Feuersteinabbau in Europa ist etwa ab 13.000 v. Chr. in Polen belegt, wo man in Gruben bis auf die Feuerstein führende Schicht gegraben hat.

### Mittelsteinzeit (Mesolithikum)
Unweit von Askola in Südfinnland wurde um 7500 v. Chr. Feuerstein in einem Steinbruch abgebaut. Der älteste Abbau in Deutschland ist durch die Grabung von 1984 bis 1987 in Arnhofen (Abensberg) auf der Fränkischen Alb, wo zugleich das größte Revier in Mitteleuropa ist, ermittelt worden. Insgesamt sind in Arnhofen mindestens 8000 Schächte angelegt und rund 90 Tonnen Feuerstein gewonnen worden. Im ausgehenden Mesolithikum nahm der Feuersteinbergbau zwar zu, jedoch wurde der Großteil der Bergwerke in der Jungsteinzeit angelegt. Die Bauern der Jungsteinzeit verwendeten wesentlich mehr Feuersteingeräte.

### Jungsteinzeit (Neolithikum)
Der typische Arnhofer Feuerstein, graugebändert mit rötlichen Streifen, taucht in Siedlungen des 5. Jahrtausends auf. Das Bergwerk von Rijckholt bei Maastricht in Limburg (3000 v. Chr.) weist rund 5000 Schächte auf. Es wurde vor allem von Mitgliedern der älteren und mittleren Bandkeramik (5500–5200 v. Chr.) und (nachfolgenden) Vertretern des Jungneolithikums genutzt. Aus der Zahl und Größe der Stollen ergibt sich, dass hier im Laufe der Zeit rund 41.250 m³ Feuersteinknollen gefördert wurden.

## Verfahren
Unter Bergbau versteht man hier alle planmäßigen Arbeiten zur Aufsuchung, Gewinnung, Förderung und Aufbereitung des in Lagerstätten gefundenen Feuersteins. Er war überall dort möglich, wo feuersteinführende Schichten nahe an die Oberfläche kamen. Der Bedarf von großen Mengen konnte nur durch bergmännische Verfahren gestillt werden, wobei zwischen Tagebau und Tiefbau unterschieden wird. Bergbautechniken wurden eingesetzt, wo die geologischen Bedingungen geeignet waren. Bergwerke fanden sich z. B. bei Hov im Nordjütland, wo archäologische Ausgrabungen eine Anzahl von Gruben enthüllten. Die steinzeitlichen Bergleute gruben Löcher im Untergrund, um Feuerstein zu finden. Wenn sie fündig waren, erweiterten sie die Löcher. In den oberen Schichten, wo das Risiko des Zusammenbruchs am größten war, gruben sie Gruben mit schrägen Wänden. Weiter unten wurde das Kreidegestein stabiler und Schächte wurden gegraben, bis eine Feuersteinschicht gefunden wurde, oft in Tiefen von 5–6 Metern. Dort wurden horizontale Passagen gegraben, um so viel Feuerstein wie möglich zu sammeln. In einem der größten Bergwerke folgten die Steinzeitleute den Feuersteinschichten über eine Fläche von mehr als 60 m².

## Tagebau
Eine Vorstufe des Tagebaus ist einfaches Auflesen von Feuersteinknollen oder -platten auf der Oberfläche.
Als Gräberei bezeichnet man den Abbau von Feuerstein, der dicht unter der Oberfläche liegt. Der Abbau erfolgte nach Abdecken der Deckschicht. Auf diese Weise wurden vor allem die Strandwälle Dänemarks genutzt.
Beim Kuhlenbau wurden runde oder viereckige, etwa mannstiefe Löcher bis auf die Feuersteinablagerung abgeteuft. Die Grundfläche des Aushubs betrug etwa vier Quadratmeter. Bei Schichten mit geringer Standfestigkeit konnte die Grube trichterförmig abgeböscht sein. So konnte ein zwölf Meter tiefer Schacht an der Oberfläche einen Durchmesser von zwölf Metern und an der Sohle einen von drei Metern haben.
Der Pingenbau (trichterförmige Vertiefung) wird auf die führende Feuersteinschicht geführt, nach Ausbeutung der Sohle wird jedoch die Tagesöffnung aufgeweitet, um die Gewinnung des Feuersteins fortsetzen zu können. Der ursprüngliche Querschnitt von etwa vier Quadratmetern Fläche konnte sich zu einer grabenartigen Pinge von zehn Metern und mehr Länge entwickeln und bekam den Charakter eines Steinbruchs.

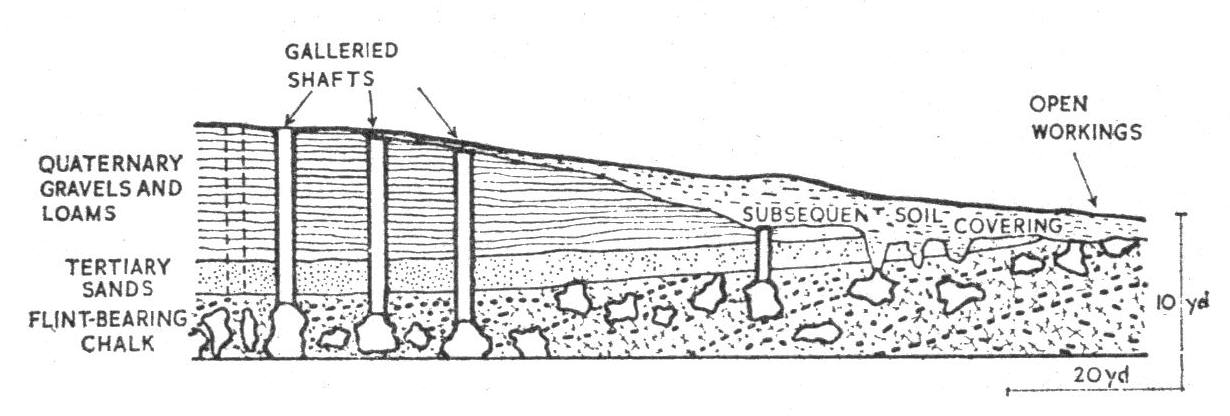
Jungsteinzeitliche Feuersteinbergwerke bei Spiennes, Auf der Grafik links die abgeteuften Schächte, rechts der Tagebaubereich; 1 Yard ≈ 0,9 m

## Tiefabbau
Beim Tiefabbau unterscheidet man den Duckelbau und den Weitungsbau.

### Duckelbau
Das als Duckelbau bezeichnete einfachere und häufigere Verfahren besteht darin, einen Schacht bis zur Feuersteinschicht abzuteufen und an der Sohle strahlenförmig zu erweitern. Diese Weitungen sind oft unregelmäßig und sehr klein, können aber auch mehrere Meter lang sein. Aufgegebene Hohlräume wurden mit Abraummaterial aufgefüllt. Damit sparte man den Abtransport und verringerte die Einsturzgefahr.

### Weitungsbau
Der Weitungsbau ist ein weiterentwickeltes Tiefbauverfahren mit mehreren Schächten und einem komplizierten Höhlenraumsystem, das eine Ausdehnung des Grubenfeldes erlaubt. Vom Schacht aus wurden Strecken (von denen aus abgebaut wurde) mit einer Breite von 0,60–1,0 m und durchschnittlich 80 cm Höhe im Niveau der Schicht nach allen Richtungen getrieben und ausgeweitet. Es gibt keine Hinweise auf einen Schachtausbau mittels Schalung.

## Bekannte Feuersteinbergwerke
- Belgien
  - Die jungsteinzeitlichen Feuersteinminen bei Spiennes (Michelsberger Kultur) in Belgien sind mit 100 ha und mindestens 8000 Schächten eines der größten Feuersteinbergwerke Mitteleuropas.
  - Auch in Jandrain-Jandrenouille wurde Feuersteinbergbau betrieben.
- Dänemark
  - Bjerre
  - Hov
- Deutschland
  - Lengfeld im Landkreis Kelheim.
  - Abensberg-Arnhofen.
  - Artern[1]
  - Asch auf der Schwäbischen Alb.
  - Baiersdorf (nahe Essing).
  - Erdeborn (Gemarkung Helfta)[2]
  - Kleinkems, Hornstein im Landkreis Lörrach.
  - Lousberg in Aachen.
  - bei Bottmersdorf bei Magdeburg.
  - Osterberg bei Pfünz.
  - Auf der Insel Rügen befinden sich die offen liegenden Feuersteinfelder (2000 × 200 m) zwischen Mukran und Prora.
  - Schernfeld bei Eichstätt.
- Frankreich
  - Feuersteinbergwerke von Bretteville-le-Rabet.
  - Jablines (Michelsberger Kultur)
  - Le Grand-Pressigny (Glockenbecher Kultur)
- Großbritannien
  - Grimes Graves bei Thetford in Norfolk, Ostengland, wo die Schächte 12 m in den Kreidefels gehen.
  - Church Hill und Cissbury in West-Sussex.
  - Chislehurst Caves in Chislehurst.
- Niederlande
  - Rijckholt-Sint-Geertruid-Minen (Michelsberger Kultur).
- Österreich
  - Mauer-Antonshöhe in Wien
  - Eisbach bei Stift Rein (Steiermark)[3]
  - „Am Feuerstein“ im Kleinwalsertal (Vorarlberg).
- Polen
  - In Krzemionki wurden im Laufe von 2300 Jahren mehr als 3000 bis zu neun Meter tiefe Schächte in den Boden getrieben.
- Schweiz
  - Feuersteinbergwerk von Olten und Wangen, bei Olten und Wangen bei Olten im Kanton Solothurn.
  - an der Lägeren zwischen Wettingen und Regensberg.
  - im Kanton Jura bei Löwenburg JU/Pleigne.[4]
- Ungarn
  - Tata
  - Szentgal, Radiolarit
- USA
  - Alibates Flint Quarries National Monument